# نواه شيبرد
نواه شيبرد (بالإنجليزية: Noah Shepard)‏ هو لاعب كرة قدم أمريكية أمريكي، ولد في 31 ديسمبر 1986.